# Fonon

longitudiální akustické fonony v 1D krystalové mřížce

Fonon je tzv. kvazičástice (nejde tedy o skutečnou částici) šířící vibrační kvantum v krystalové mřížce. Vibrace v krystalové mřížce se mohou přenášet od buňky k buňce a vytvářet tím dojem pohyblivé částice. Tato „částice“ se pak nazývá fonon.
Pomocí fononů se popisuje šíření zvuku (zvukových vln) v krystalech. Fonon je proto kvazičásticí zvukového pole v pevné látce.
Název fonon vznikl analogicky od fotonu, který je částicí elektromagnetického pole. Netlumené zvukové pole je, stejně jako elektromagnetické pole, z matematického hlediska vektorové pole popsané parciálními diferenciálními rovnicemi druhého řádu. U obou těchto polí lze provádět superpozici řešení.
Fononům lze přiřadit nulový spin, jsou to tedy bosony.